# 树篱

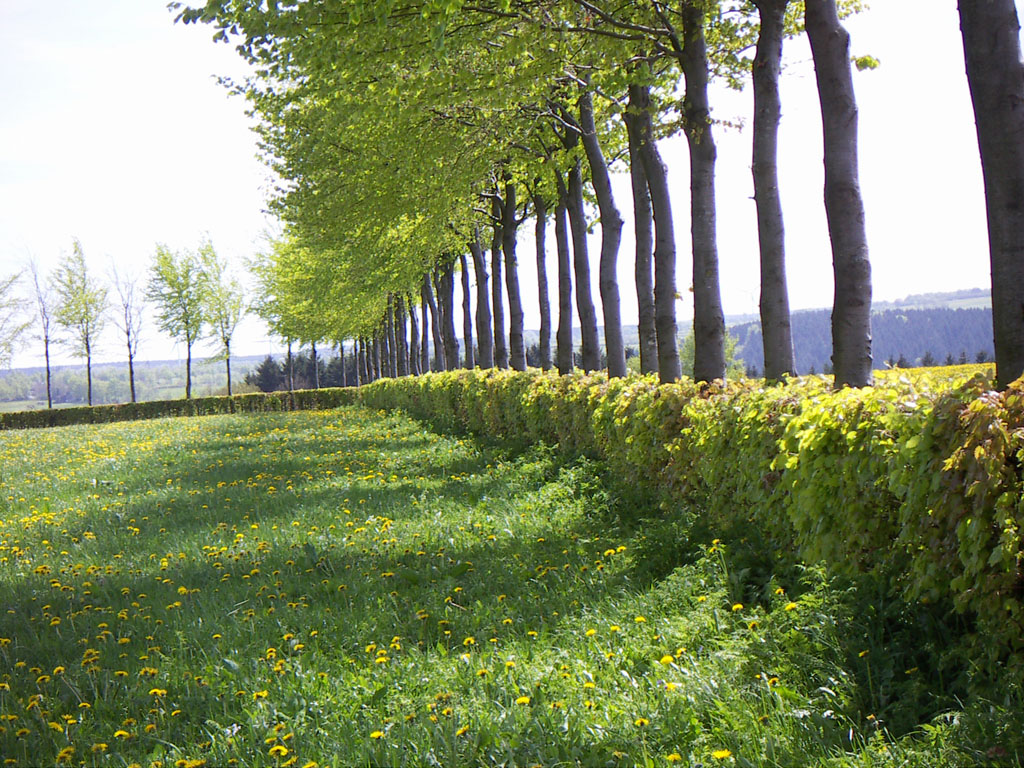
德国艾费尔山区的一处欧洲山毛榉树篱

树篱是由间隔紧密的灌木或树木组成的界线，用于形成屏障或标记土地边界。通常它们作为挡风墙以改善邻近作物的生长条件，如在博卡日地区。在修剪和维护时，绿篱也是一种简单的园艺形式。